# Генчо Генчев (генетик)
Генчо Желев Генчев е български агроном и генетик. Заедно с Михаил Христов и Дончо Костов, е един от тримата основатели на науката генетика в България. Единствен отстоява принципите на класическата генетика в годините на господство на идеите на Лисенко (1949 – 1965).

## Биография
Генчо Генчев е роден на 2 септември 1906 година в София. През 1929 година завършва агрономство в Агрономо-лесовъдния факултет на Софийския университет. През 1933 година става асистент на професор Михаил Христов, първият български генетик. През 1936 година защитава дисертация на тема родствените отношения между видовете Карамфил. От 1938 година Генчо Генчев е доцент. През 1939 – 1940 е на специализация в Швеция при проф. Оке Густафсон, а от 1942 година – професор в Агрономическия факултет. През 1947 година издава учебник по генетика, вторият в България, след учебника на Михаил Христов.
През годините след края на Втората световна война събитията, които стават в СССР, оказват решаващо влияние върху нашата страна, включително и върху науката. За българската биология Сесията на Академията на селскостопанските науки (ВАСХНИЛ), състояла се през август 1948 година в Москва, е съдбоносна. Сесията обявява генетиката за реакционна буржоазна наука, която няма място в университетите и институтите на Съветския съюз. След Сесията на ВАСХНИЛ съществуването на генетика в България е поставено под въпрос.
Още на Петия конгрес на БКП (декември 1948) Титко Черноколев, зам. Министър на земеделието, в своя доклад сипе унищожителни критики и поставя политически квалификации на Дончо Костов, най-видният български генетик. От трибуната, сред „убедените морганисти-вайсманисти“ докладчикът споменава и името на проф. Генчев..
Като ехо от решенията, взети в Москва през 1948 г., през април 1949 г. в София се провежда Биологическа конференция на БАН, на тема „Положението в биологическата наука у нас в светлината на Мичуринското учение“. Политическите етикети и критиките към българските генетици, сред които е и проф. Генчев, са не просто унищожителни. Учените трябва да направят унизителни самопризнания, да се отрекат публично от вярванията си и да дадат обещания да приемат като свои „творческия дарвинизъм“ и „учението на Мичурин-Лисенко“. 
Предвиждайки събитията, още преди Конференцията, проф. Генчев предлага на Факултетния съвет да свали неговия учебник по генетика от учебната програма. В годините след Биологическата конференция Генчо Генчев е подложен на нападки като скрит привърженик на класическата генетика. Подозиран е, че е враг на Съветския съюз, както и на учението на Лисенко. Следен е да не би да преподава буржоазни теории и да не руши идеологията на студентите . След разделянето на курса по генетика на три части проф. Генчев чете курс по селекция и семепроизводство. Неговият учебник, издаден през 1956 година, е силно критикуван като прикрит опит да се реставрират позициите на идеализма в биологията. Независимо от това проф. Генчев продължава да защитава теоретичните основи на класическата генетика, търси философски аргументи в подкрепа на схващанията си. В тези свои усилия проф. Генчев е сам.
Според Лисенко и неговите последователи наследствеността на организмите не се носи от специални структури, такива като гени и хромозоми, а от цялата клетка. Този възглед се налага у нас с административни средства в университетите, научните институти и образованието. Нямат значение постиженията на молекулярната биология: откриването на структурата на ДНК, доказването на нейната генетична роля (Осуалд Ейвъри; експериментът на Алфред Хърши и Марта Чейз), разкриването на генетичния код и механизмите на синтеза на белтъците.
Промените идват от Съветския съюз. Никита Хрушчов, Генерален секретар на Централния комитет на КПСС (1953 – 1964), поддържа Лисенко, надявайки се неговите обещания да доведат до подем в селското стопанство. Хрушчов пада от власт през 1964 година на Октомврийския пленум на ЦК на КПСС. Да се критикува Лисенко вече не е табу. Незабавно в съветския печат се появяват унищожителни критики на Лисенко и неговите методи.
През април 1965 г. по инициатива на философите в Академията на селскостопанските науки (бившия Агрономически и лесотехнически факултет на Софийския университет) се организира серия от лекции на тема „По някои философски въпроси на учението за материалната основа на наследствеността“. В лекциите вземат участие философи, генетици, медици, агрономи и други специалисти. Поддръжниците на Лисенко (акад. Райна Георгиева) и неговите противници (проф. Генчо Генчев) открито излагат своите възгледи. Проведените лекции са място на драматичен сблъсък на идеи и поставят начало на откъсването на българската наука от лисенкоизма.
През 1966 г. проф. Генчо Генчев издава книгата „Съвременни проблеми на генетиката“, в която мичуринската биология се подлага на цялостна критика. По-късно проф. Г. Генчев не се заема да търси възмездие, а активно пропагандира съвременната генетика. Това той прави чрез написване на книги за хетерозиса при растенията, селекцията и приложението на генетиката в селското стопанство. Той изнася множество публични лекции и беседи, представящи постиженията и перспективите пред генетиката.

## Избрани публикации
- Gentcheff, G. and Gustafsson, A. 1940. The balance system of meiosis in Hieracium. Hereditas, 26(1‐2), pp.209 – 249.
- Генчо Генчев, Генетика. София, Университетска печатница, 1947. 566 с.
- Генчо Генчев, Обща селекция и семепроизводство. София, Земиздат, 1956. 340 с.
- Генчо Генчев, Съвременни проблеми на генетиката. София, Земиздат, 1966. 296 с.